# 日本新薬硬式野球部
日本新薬硬式野球部（にっぽんしんやくこうしきやきゅうぶ、Nippon Shinyaku Baseball Team）は、京都府京都市に本拠地を置き、日本野球連盟に加盟している社会人野球の企業チームである。合宿所は、京都府長岡京市に所在する。
運営母体は、医薬品メーカーの日本新薬。

## 概要
1955年、日本新薬が『日本新薬硬式野球部』として創設。1957年に都市対抗野球に初出場、1983年に日本選手権に初出場を果たしている。創部以来、全国大会の常連であり、2002年に三菱自動車京都が廃部となってからは京都府随一のチーム力を誇る。
2004年以降は日本選手権本戦への出場を3年連続で逃したり、2006年の都市対抗野球の京滋奈地区予選ではニチダイに代表の座を奪われ、近畿地区2次予選を突破してギリギリで最後の全国切符を手にするなど、そのチーム力にやや陰りが見えつつあった。しかし、2007年以降は5年連続で京滋奈地区の代表権を獲得するなど、再び力を取り戻した。地区予選が近畿地区に統合された2012年の都市対抗野球の予選でも近畿地区第4代表の座を獲得した。
2013年は、都市対抗野球の近畿地区2次予選で1勝も出来ずに予選敗退に終わり、2001年から続いていた連続本戦出場が12回で途絶えた。しかし、2014年は近畿地区第2代表の座を獲得した。
2017年1月、当チームOBで元プロ野球選手の吹石徳一が監督に就任した。
2020年1月、退任した吹石に代わり、OBの松村聡が新監督に就任。吹石はアドバイザーとして当チームのサポートに回る。松村は2023年11月をもって監督を退任している。

## 設立・沿革
- 1955年 - 『日本新薬』として創部。
- 1957年 - 都市対抗野球に初出場（初戦敗退）。
- 1983年 - 日本選手権に初出場（2回戦敗退）。

## 主要大会の出場歴・最高成績
- 都市対抗野球大会 - 出場38回、4強1回（1994年）
- 社会人野球日本選手権大会 - 出場26回、4強1回（2017年）
- JABA岡山大会 - 優勝1回（1988年）
- JABA東京スポニチ大会 - 優勝2回（2016年、2019年）
- JABA四国大会 - 優勝1回（2017年）
- JABA伊勢・松阪大会 - 優勝1回（2017年）

## 主な出身プロ野球選手
- 堀田明（外野手） - 1964年に読売ジャイアンツに入団
- 土橋修（投手） - 1965年に阪神タイガースに入団
- 梅田邦三（内野手） - 1968年ドラフト9位で読売ジャイアンツに入団
- 吹石徳一（内野手） - 1974年ドラフト4位で近鉄バファローズに入団
- 橋本健太郎（投手） - 2004年ドラフト4位で阪神タイガースに入団
- 倉本寿彦（内野手） - 2014年ドラフト3位で横浜DeNAベイスターズに入団
- 福永裕基（内野手） - 2022年ドラフト7位で中日ドラゴンズに指名

## 元プロ野球選手の競技者登録
- 長谷部栄一（元：大阪タイガース） - 選手兼任監督 → 監督 → 退団
- 西垣一（元：大阪タイガース） - 外野手 → 監督 → 退団
- 吹石徳一（元：近鉄バファローズ） - アドバイザー（2013年） → ヘッドコーチ（2014年 - 2016年） → 監督（2017年 - 2019年）[5] → アドバイザー兼スカウト[4]
- 丹羽将弥（元：オリックス・バファローズ） - 外野手（2014年 - 2015年） → 退団
- 倉本寿彦（元：日本新薬→横浜DeNAベイスターズ） - 内野手（2023年） → 退団
- 戸根千明（元：読売ジャイアンツ→広島東洋カープ） - 投手（2025年 - ）

## かつて在籍していた主な選手・コーチ・監督
- 前田正治（投手） - 選手・監督として在籍。
- 榎田宏樹（投手） - 選手として在籍。第71回JABA東京スポニチ大会MVP。榎田大樹の実弟。
- 原田英彦（外野手） - 選手として在籍し、主将も経験。退部後は龍谷大学付属平安高等学校の監督を務め、センバツ優勝経験もある。